# Śluzowoszczka szaroróżowa
Śluzowoszczka szaroróżowa (Tulasnella fuscoviolacea Bres.) – gatunek grzybów z rodziny śluzowoszczkowatych (Tulasnellaceae).

## Systematyka i nazewnictwo
Pozycja w klasyfikacji według Index Fungorum: Tulasnella, Tulasnellaceae, Cantharellales, Incertae sedis, Agaricomycetes, Agaricomycotina, Basidiomycota, Fungi.
Po raz pierwszy takson ten opisał w 1900 r. Giacomo Bresàdola.
Nazwę polską zaproponował Władysław Wojewoda w 2003 r, wcześniejszą nazwę tulasnella brunatnofiołkowa podał Teodorowicz w 1936

## Występowanie
Podano występowanie śluzowoszczki międzyrzeckiej głównie w Europie, poza nią w Ameryce Północnej i na Uralu. W Polsce do 2003 r. W. Wojewoda przytoczyl tylko stanowisko zanotowane przez Teodorowicza w 1936 r.
Występuje na opadłych gałązkach sosny.